# Fritz Zumpt
Fritz Konrad Ernst Zumpt (* 11. Mai 1908; † 25. Oktober 1985) war ein deutscher Zoologe und Entomologe.

## Leben
Nach seinem Schulabschluss im Jahr 1927 absolvierte Zumpt ein Studium an der Friedrich-Wilhelms-Universität zu Berlin, wo er mit einer koleopterologischen Arbeit 1931 mit der Auszeichnung magna cum laude zum Doktor der Philosophie promoviert wurde. Im März 1932 wurde er Mitglied der NSDAP Hamburg und 1935 trat er der Nationalsozialistischen Volkswohlfahrt und dem Reichskolonialbund bei. Ferner war er Mitarbeiter des Rassepolitischen Amtes der NSDAP. Von Februar 1933 bis August 1934 arbeitete er als Durchgasungsleiter (Fachmann für Entwesung und Insektenbekämpfung) bei der Hamburger Firma Tech. Im September 1934 wurde er Mitarbeiter des Bernhard-Nocht-Institut für Tropenmedizin in Hamburg, zuerst als Assistent und später als Leiter der Abteilung für angewandte Entomologie. Während dieser Zeit spezialisierte er sich auf die medizinische Entomologie, die sich mit den Beziehungen der Insekten zur Gesundheit des Menschen befasst. Er unternahm mehrere Forschungsreisen nach Ost- und Westafrika. Er wurde ein Experte für Tsetsefliegen, worüber er 1936 ein Buch veröffentlichte, in dem er deren Erkennungsmerkmale, ihre Lebensweise und ihre Bekämpfung beschreibt. Ferner beschäftigte er sich mit Zecken, Milben, Wanzen und verschiedenen medizinisch relevanten Fliegenarten. Zu seinen Interessensschwerpunkten zählte die Erforschung der Fliegenmadenkrankheit (Myiasis). 
Nach Zumpt wurde die Kieferlausart Zemoides zumpti benannt.
Im Jahr 1939 schrieb er über Afrika: „Der Deutsche […] soll den Eingeborenen anhalten, unter seiner Aufsicht und Leitung die wirtschaftlichen Reichtümer des Landes zu erschließen.“  Während des Zweiten Weltkriegs arbeitete Zumpt als Wissenschaftler im Volksgesundheitsdienst. Ab September 1942 leitete er die Abteilung für medizinische Entomologie am Tropeninstitut in Hamburg und führte eine umfangreiche Datenbank mit Karteikarten, Nachdrucken und Proben. Zumpt war zudem Geschäftsführer der Hamburger Gesellschaft für Rassenhygiene. Er war außerdem Redner für Kolonial- und Rassenpolitik der NSDAP in Hamburg. Am 10. Januar 1945 nahm er an einer Tagung für Schädlingsbekämpfung in Auschwitz teil, wie aus einer Personalakte hervorgeht, von der Teile auf Anordnung der Gesundheitsverwaltung vernichtet worden sind; am 31. Juli 1945 wurde er entlassen. Im Rahmen der Entnazifizierungsverfahren wurde er 1948 in einem Berufungsverfahren als unbelastet eingestuft. Im selben Jahr zog er mit seiner Frau Gertrud nach Parkhurst, einem Vorort von Johannesburg, in Südafrika, wo er im Institut für medizinische Forschung arbeitete. 1975 wurde er an der Witwatersrand-Universität zum Professor habilitiert. Fritz und Gertrud Zumpt hatten zwei Söhne.
Zwischen 1928 und 1981 veröffentlichte Zumpt 321 Fachartikel.

## Veröffentlichungen (Auswahl)
- Die Koleopterenfauna des Steppenheidebiotops von Bellinchen (Oder) und Oderberg (Fauna marchica). Eine ökologisch-geographische Studie. Dissertation. Beitr. Naturdenkmalpflege 14, Heft 5,: 363–449, 1931
- Das Sammeln in der Steppenheide (= Aus der Praxis des Käfersammlers. 20). In: Koleopterologische Rundschau. Band 18, Nr. 5, (September) 1932, S. 190–196.
- Coleoplerorum Catalogus Pars 131: Curcutionidae: Subfam. Tanymecinae. W. Junk, Berlin (Co-Autor mit K. Günther), 1933
- Die Tsetsefliegen. Ihre Erkennungsmerkmale, Lebensweise und Bekämpfung. Gustav Fischer, Jena, 1936
- Kolonialfrage und Nationalsozialistischer Rassenstandpunkt. P. Hartung, 1938
- Grundriß der medizinischen Entomologie. – J. A. Barth, Leipzig (Co-Autor mit Fritz Weyer), 1941
- Gesundheitsschädliche Insekten und Spinnentiere der warmen Länder: Erkennung, Bedeutung, Bekämpfung (Co-Autor mit Fritz Weyer), Tropenverlag Thaden, Hamburg 1942
- Bettwanzen, Barth, 1942
- Die Stubenfliege, Barth, 1945
- Insekten als Krankheitserreger und Krankheitsüberträger, Kosmos, 1956
- Calliphorinae, E. Schweizerbart, 1956
- Calliphorinae (Diptera, Cyclorrhaphada). Part 1. Calliphorini and Chrysomyiini, Explor. Parc. Nat. Albert, Mission G. F. de Witte (1933–1935), 1956
- Calliphorinae (Diptera, Cyclorrhaphada). Part 2. Rhiniini, Explor. Parc. Nat. Albert, Mission G. F. de Witte (1933–1935), 1958
- Calliphorinae (Diptera, Cyclorrhaphada). Part 3. Miltogramminae, Explor. Parc. Nat. Albert, Mission G. F. de Witte (1933–1935), 1961
- The Arthropod parasites of Vertebrates in Africa south of the Sahara (Ethiopian Region). Bd. 1. (Chelicerata). South African Institute of Medical Research, 1961
- Myiasis in Man and Animals in the Old World, Butterworths, London, 1965
- The Arthropod parasites of Vertebrates in Africa south of the Sahara (Ethiopian Region). Bd. 3. (Insecta excl. Phtiraptera). South African Institute of Medical Research, 1966
- Human- und veterinärmedizinische Entomologie In: J. G. Helmcke, D. Starck, H. Wermuth: Handbuch der Zoologie. Band 4: Arthropada – 2. Hälfte: Insecta, 1968
- Calliphorinae (Diptera, Cyclorrhaphada). Part 4. Sarcophagidae, Explor. Parc. Nat. Virunga, Mission G. F. de Witte (1933–1935), 1972
- The Stomoxyine biting flies of the world: Diptera, Muscidae: taxonomy, biology, economic importance and control measures, Gustav Fischer Verlag, Stuttgart, 1973